# Bulbine frutescens
Espèce
Bulbine frutescens est une espèce de plantes à fleurs du genre Bulbine, originaire d'Afrique australe.

## Description
Cette plante vivace présente des tiges dressées et charnues, légèrement ligneuses, atteignant généralement une hauteur de 30 à 60 centimètres. Les feuilles, disposées en rosettes basales, sont longues, étroites et charnues, de couleur verte bleutée. Les fleurs jaunes en grappes dressées apparaissent au sommet des tiges et produisent une abondance de nectar, attirant ainsi les pollinisateurs tels que les abeilles et les papillons.

## Culture et entretien
C'est une plante facile à cultiver dans les régions au climat méditerranéen ou subtropical. Elle préfère un sol bien drainé et ensoleillé. Elle peut être cultivée à partir de graines ou de boutures. Cette plante résistante à la sécheresse nécessite peu d'arrosage et peut tolérer des périodes prolongées de sécheresse.

## Autre usage
Le gel présent dans les feuilles succulentes de Bulbine frutescens peut être employé pour traiter divers problèmes cutanés tels que les égratignures, les piqûres, les brûlures, etc. Les propriétés et les utilisations de cette plante sont similaires à celles de l'Aloe vera,.